# Noskapin
Noskapin (narkotin, nektodon, nospen, i anarkotin) je benzilizohinolinski alkaloid iz biljaka iz familije makova, bez znatnog svojstva ubijanja bola. On se prvenstveno koristi kao lek za kašalj. Takođe je poznato da ima sposobnost suzbijanja pojedinih vrsta raka.

## Istorija
Noskapin je prvi put izolovao i karakterisao Pjer Robikvet 1817. kao narkotin. Pjer je između 1815. i 1835. razvio niz poboljšanih metoda za izolaciju morfina. On je takođe izolovao još jedno važno jedinjenje 1832, sirovi opijum, koji je on nazvao kodein. Ta komponenta opijuma je danas verovatno u najširoj upotrebi.

## Strukturna analiza
Laktonski prsten je nestabilan i otvara se u baznoj sredini. Suprotna reakcija se odvija u kiseloj sredini.
Veza C1-C3' je takođe nestabilna. To je veza koja povezuje dva optički aktivna atoma ugljenika. U vodenom rastvoru sumporne kiseline, uz zagrevanje, on se disocira u kotarnin (4-metoksi- 6-metil- 5,6,7,8-tetrahidro- [1,3]dioksolo [4,5-g]izohinolin) i opinsku kiselinu (6-formil- 2,3-dimetoksibenzoinsku kiselinu). Kad se noskapin redukuje sa Zn/HCl, veza C1-C3' se zasiti i molekul se disocira u hidrokotarnin (2-hidroksikotarnin) i mekonin (6,7-dimetoksi izobenzofuran -1(3H)-on).

## Mehanizam dejstva
Noskapinski antitusivni efekti su prvenstveno posredovani sigma receptorskom agonistnom aktivnošću. Evidencija za ovaj mehanizam proizilazi iz eksperimenata na pacovima. Pretretman sa rimkazolom, sigma specifičnim antagonistom, uzrokuje s dozom proporcionalno umanjenje antitusivnog dejstva noskapina.

## Spoljašnje veze
- Pregled
- Noskapin može da poboljša dejstvo varfarina Архивирано 2013-08-01 на сајту

|  | Molimo Vas, obratite pažnju na važno upozorenje u vezi sa temama iz oblasti medicine (zdravlja). |